# Anthoon Johan Koejemans
Anthoon Johan Koejemans (Rotterdam, 20 april 1903 – Trier (Duitsland), 14 juni 1982) was een Nederlands journalist, schrijver en politicus. Zijn vrouw was Sophia Wilhelmina Schäffer. Het echtpaar had twee dochters.

## Communist en schrijver
Koejemans was een zoon van een doopsgezinde PTT-beambte. Hij volgde de 3-jarige HBS in Rotterdam en werd in 1920 lid van de Communistische Partij Holland, die in 1935 zijn naam veranderde in Communistische Partij van Nederland.
Hij was voor 1940 redacteur van de communistische krant Het Volksdagblad en vanaf 1943 redacteur van de ondergrondse editie van De Waarheid. Koejemans schreef tijdens de oorlog verschillende brochures: Naar de bevrijding (eind augustus 1943), De dag der vergelding (voorjaar 1944) en eveneens in voorjaar 1944 Nederlands wedergeboorte. Reactie of vooruitgang? In overleg met degenen die vanuit de illegaliteit een naoorlogse eenheidsvakbeweging voorbereidden, schreef hij De Communisten en de strijd om de vrijheid (november 1944) en begin 1945 het beginselprogram van de EVC.
Na de bevrijding werd hij hoofdredacteur van het toen populaire dagblad De Waarheid. Van 1945-1948 was hij lid van het partijbestuur, Eerste Kamerlid en lid van Provinciale Staten van Noord-Holland. Koejemans wilde zijn krant toegankelijk maken voor een breed publiek en kwam daardoor in conflict met de partijleider Paul de Groot, die hem ontsloeg. Koejemans moest toen ook ontslag nemen als Eerste Kamerlid en zijn lidmaatschap van de Provinciale Staten opgeven. In 1955 verliet hij de CPN.
In 1958 werd Koejemans lid van de Doopsgezinde gemeente in Amsterdam. Nadien zou hij diverse boeken het licht laten zien, wat hij voor 1940 ook al had gedaan om zijn karige salaris bij Het Volksdagblad aan te vullen. In zijn boek Van Ja tot Amen beschrijft hij op pagina 61 hoe hij en Gerard Vanter in 1930 door Paul de Groot werden ontslagen: We gaan een boek schrijven, zeiden Vanter en ik tegen elkaar, toe wij op straat stonden. Dat deden wij dan maar. Hij schreef een avonturenroman en ik een detective en we vonden er nog een uitgever voor ook (De titel van die detective is Nul uur tien bij uitgeverij Mulder uitgegeven in 1931).

## Bezoeken aan deDDR
Koejemans bezocht in de jaren 60 een aantal maal de Duitse Democratische Republiek (dit waren langdurige studiereizen). Hij voerde er gesprekken met christenen en politici (met name met politici die lid waren van de CDU (DDR)). Deze gesprekken bundelde hij in zijn boekje God in Berlijn, dat in 1973 verscheen. Zijn opstelling t.o.v. de DDR was positief. Hij beschouwde de DDR als het meest ontwikkelde socialistische land in Oost-Europa en sprak zich lovend uit over de grondwet van het land, die - in theorie althans - allerlei individuele rechten waarborgde en zorgde voor de gelijkberechtiging van man en vrouw.

## Loopbaan
- jongste bediende oliehandel, van 1918 tot 1919
- leerling-klerk Nederlandsche Spoorwegen te Zutphen, vanaf 1919
- beambte Nederlandsche Spoorwegen te Rotterdam, tot 1925
- kantoorbediende op klein exportkantoor, van 1925 tot 1928
- bezoldigd lid redactie, partijblad CPH De Tribune te Amsterdam, van 1928 tot 19 april 1937
- lid redactie partijblad CPH Het Volksdagblad te Amsterdam, van 19 april 1937 tot 15 mei 1940
- vanaf mei 1940 exploitant van de boekwinkel en leesbibliotheek in de Overamstelstraat te Amsterdam.
- lid redactie van het ondergrondse blad De Waarheid, vanaf 1943
- hoofdredacteur CPN-partijblad De Waarheid, van mei 1945 tot 10 januari 1948
- lid Eerste Kamer der Staten-Generaal, van 20 november 1945 tot 24 februari 1948
- lid Provinciale Staten van Noord-Holland, van mei 1946 tot januari 1948
- medewerker CPN-uitgeverij Pegasus te Amsterdam, van 1948 tot 1953 (ontslagen)
- exploitant vanaf 1953 van de leesbibliotheek Herman Gorter in de Rijnstraat te Amsterdam.

## Politieke functies
- CPH afdeling Zutphen, van 1920 tot 1921
- secretaris CPH afdeling Rotterdam, van 1926 tot 1929
- lid perscommissie van de 'linkersectie' der illegaliteit (tijdens de Duitse bezetting)
- lid Politiek Bureau CPN, vanaf juli 1945
- lid partijbestuur CPN, van 1944 tot december 1947
- lid bestuur CPN afdeling Amsterdam, van 1948 tot 1952

## Nevenfuncties
- lid dagelijks bestuur Nederlandse Journalistenkring, van 1945 tot 1948
- lid kerkeraad Doopsgezinde Gemeente Amsterdam
- lid vredesgroep Doopsgezinde gemeente te Amsterdam
- lid historische kring Doopsgezinde gemeente te Amsterdam
- eindredacteur "In dit Amsterdam: Maandblad van de Verenigde Doopsgezinde Gemeente Amsterdam"
- ̽ lid van de Christelijke Vredesconferentie (v.a. de jaren 70)